# 摩泽尔河畔诺韦昂
摩澤爾河畔诺韦昂（法語：Novéant-sur-Moselle，法語發音：[nɔveɑ̃ syʁ mɔzɛl]）是法国摩泽尔省的一个市镇，属于梅斯区。

## 地理
摩泽尔河畔诺韦昂（49°1'18"N, 6°2'47"E）面积12.89 平方千米，位于法国大東部大區摩泽尔省，该省份为法国东北部内陆省份，是洛林的一部分，西南接默尔特-摩泽尔省，东临下莱茵省，北与卢森堡和德国接壤。
与摩泽尔河畔诺韦昂接壤的市镇（或旧市镇、城区）包括：阿尔纳维尔、昂西-多尔诺、阿里、摩泽尔河畔科尔尼、戈尔兹。

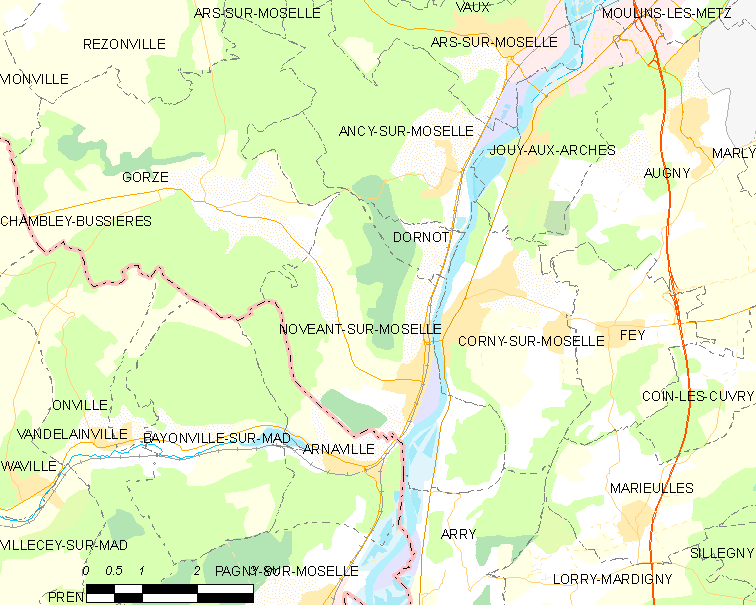
摩泽尔河畔诺韦昂的OSM定位图

摩泽尔河畔诺韦昂的时区为UTC+01:00、UTC+02:00（夏令时）。

## 行政
摩泽尔河畔诺韦昂的邮政编码为57680，INSEE市镇编码为57515。

## 政治
摩泽尔河畔诺韦昂所属的省级选区为摩泽尔山坡县。

## 人口

1962-2008年间摩泽尔河畔诺韦昂人口变化图示

摩泽尔河畔诺韦昂于2022年1月1日时的人口数量为1861人。